# Itilliarsuk (Upernavik)
Itilliarsuk [iˈtˢiɬːiˌɑsːuk] (nach alter Rechtschreibung Itivdliarssuk) ist eine wüst gefallene grönländische Siedlung im Distrikt Upernavik in der Avannaata Kommunia.

## Lage
Itilliarsuk befindet sich an der schmalsten Stelle der Insel Nutaarmiut. Drei Kilometer östlich befindet sich der namensgebende Ort Nutaarmiut und 3,5 km ostnordöstlich befindet sich Ikerasaarsuk.

## Geschichte
Itilliarsuk wurde vor 1887 besiedelt. Es gab einen Laden am Ort. Vermutlich Anfang des 20. Jahrhunderts zogen die Bewohner nach Osten und gründeten dort Nutaarmiut. 1918 war Itilliarsuk unbewohnt. Während der 1920er Jahre zogen wieder Personen nach Itilliarsuk und die folgenden Jahre lebten zehn bis fünfzehn Personen dort. 1944 wurde der Wohnplatz endgültig aufgegeben.